# Državno gledališče Košice
Državno gledališče Košice (slovaško Národne divadlo Košice) se nahaja v središču Košic na Slovaškem.
Zgradba Državnega gledališča je bila zgrajena v letih 1879–1899 v neobaročnem slogu  po projektih Adolfa Langa.
Notranjost gledališča je bogato okrašena z mavčnimi okraski. Oder je v obliki lire. Strop stavbe krasijo prizori iz iger Williama Shakespeara Othello, Romeo in Julija, Kralj Lear in Sen kresne noči.